# Šapidduwa
Šapidduwa (hethitisch: URUša-pí-id-du-wa) war eine hethitische Stadt in Nordanatolien. Die genaue Lage ist unbekannt.

## Geschichte
In seinem Feldzug gegen das Land Tummana zog der König Šuppiluliuma I. vom Fluss Marraššanda (Kızılırmak) auf den Berg Illuriya und übernachtete dort in der Stadt Wašḫaya. Dann brandschatzte er die Gebiete von Kiškilušša und Tarukka. Nachdem er noch weitere Städte, unter anderem Šapidduwa, zerstört hatte, kam er in das Land Tummana. Unter Muršili II. brachte der kaskäische Häuptling Pittagatalli ein großes Heer nach Šappiduwa, um die Stadt im Kampf gegen die Hethiter zu unterstützen. Muršili II. zog dann gegen Pittagatalli, besiegte ihn und verfolgte ihn über den Berg Illuriya ins Tal des Flusses Daḫara (Devrez Çayı).

## Einzelbelege
1. ↑  Giuseppe F. del Monte, Johann Tischler: Die Orts- und Gewässernamen der hethitischen Texte: Répertoire Géographique des Textes Cunéiformes, Band 6. Reichert, Wiesbaden 1978: Ša/ipituwa, S. 349